# Amir Caldeira
Pour les articles homonymes, voir Caldeira (homonymie).
Amir Ordacgi Caldeira, né le 6 octobre 1950 à Rio de Janeiro, est un physicien brésilien. Il a obtenu son PhD en 1980 à l'université du Sussex sous la direction d'Anthony James Leggett, prix Nobel 2003.

## Biographie
En 1980 il entre à l'université d'État de Campinas (UNICAMP) puis fait un stage post-doctoral à l'Institut Kavli de physique théorique (KITP) à l'université de Californie à Santa Barbara et au laboratoire Thomas J. Watson d'IBM. 
De 1984 à 1985 il effectue une année sabbatique à l'université de l'Illinois à Urbana-Champaign.
Il est actuellement professeur à l'université d'État de Campinas.
Ses travaux portent sur la physique de la matière condensée, en particulier les systèmes électroniques fortement corrélés et la dissipation quantique. Ce dernier aspect est connu avec le modèle Caldeira-Leggett qui traite des phénomènes de décohérence.

## Récompenses
Prix Gleb Wataghin de l'université d'État de Campinas.

## Ouvrage
(en) A. O. Caldeira, An Introduction to Macroscopic Quantum Phenomena and Quantum Dissipation, Cambridge University Press, 2014, 294 p. (ISBN 978-0-521-11375-5, lire en ligne)